# Matthias Radermacher
Matthias F. E. Radermacher, auch Mathias Rademacher (* 4. Oktober 1804 in Bonn; † 8. März 1890 in Düsseldorf), war ein deutscher Porträtmaler der Düsseldorfer Schule sowie Fotograf.

## Leben

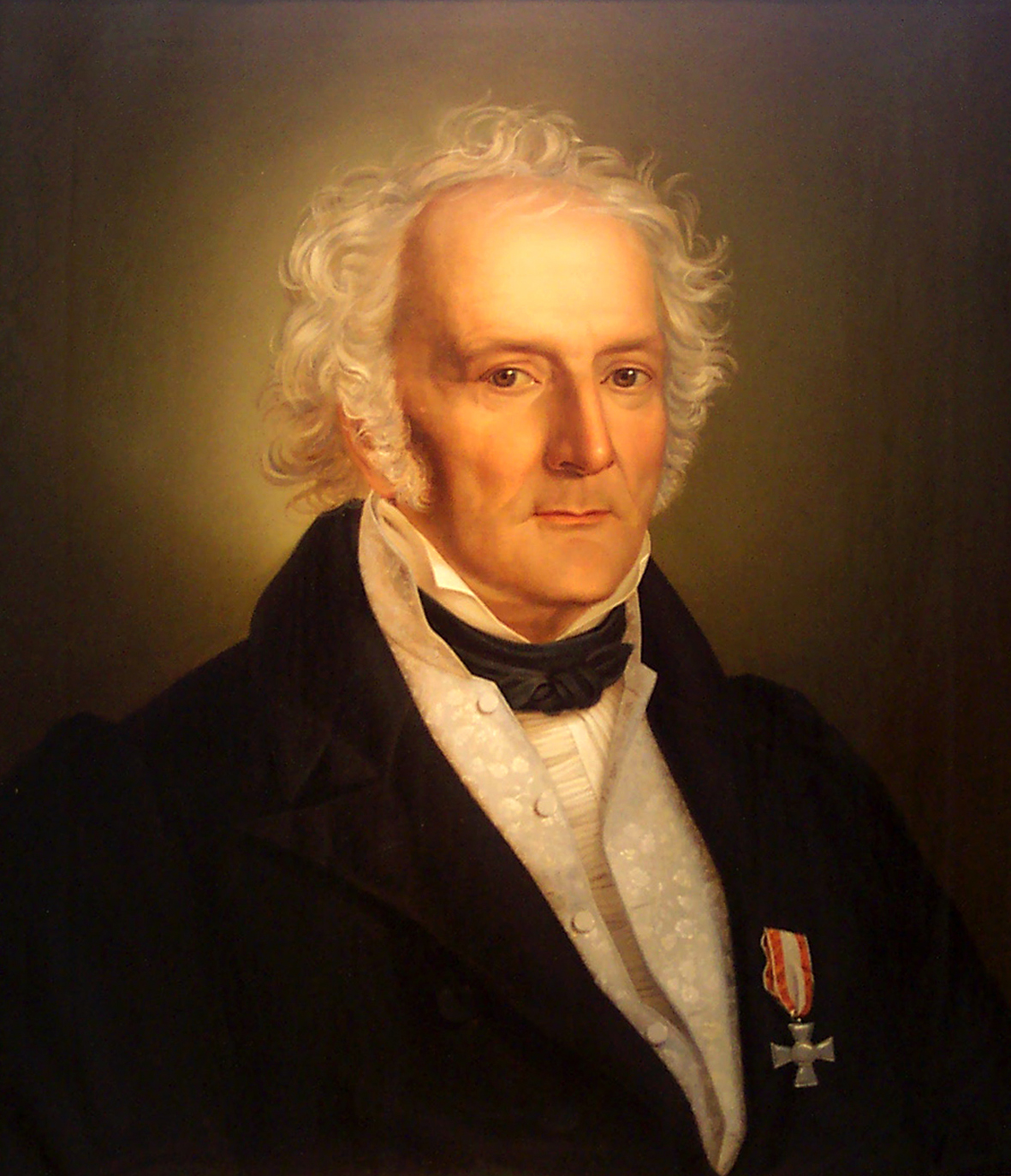
Porträt des Bonner Oberbürgermeisters Johann Martin Joseph Windeck, 1833

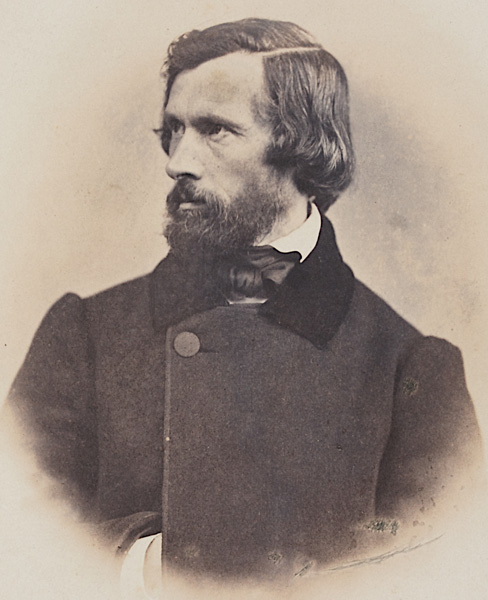
Porträtfoto des Kupferstechers Joseph von Keller

Radermacher erlernte die Malerei bei dem Bonner akademischen Zeichenlehrer Carl Wilhelm Tischbein, dem Sohn Johann Friedrich August Tischbeins. Um 1820 war er Schüler der Berliner Akademie. 1825 wechselte er nach Düsseldorf, wo er Schüler von Heinrich Christoph Kolbe und Wilhelm Schadow wurde, sich mit dem befreundeten Landschaftsmaler Johann Wilhelm Schirmer ein Zimmer teilte und dem Künstlerverein Malkasten angehörte. In den Jahren 1829 bis 1835 stellte er in Düsseldorf eine Vielzahl von Bildnissen aus, darunter auch Miniaturen. 1838 ging er erneut nach Berlin. Mit Beginn der 1850er Jahre ist er als Daguerreotypist wieder in Düsseldorf greifbar. Als Hersteller „photographischer Bilder“ beteiligte er sich dort 1852 – wie Wilhelm Severin, ebenfalls einer der ersten Daguerreotypisten des Rheinlandes – an der Provinzial-Gewerbe-Ausstellung für Rheinland und Westphalen. Sein Atelier lag am Steinweg 212 (Schadowstraße 60/62). Er gehörte zu den bevorzugten Porträtfotografen Düsseldorfer Künstler. Für den Prinzen Carl zu Wied-Neuwied schuf er als eine Art Werkverzeichnis ein Album mit 54 fotografischen Abbildungen von dessen Gemälden. Als er sich kurz vor 1865 aus der Fotografie zurückzog, um sich gänzlich wieder der Malerei zu widmen, übernahmen die Brüder Gustav und Arnold Overbeck Radermachers Rolle als Künstlerfotograf.
Radermacher war verheiratet mit Josephine Haas. Ihr 1839 geborener Sohn Eduard Radermacher wurde ebenfalls Fotograf.